# (2415) Ganesa
(2415) Ganesa (1978 UJ; 1961 XO; 1965 VL; 1965 WB; 1974 VG1; 1976 GF; 1980 DJ; 1981 JV; 1981 LN) ist ein ungefähr 16 Kilometer großer Asteroid des mittleren Hauptgürtels, der am 28. Oktober 1978 vom US-amerikanischen Astronomen Henry Lee Giclas am Lowell-Observatorium, Anderson Mesa Station (Anderson Mesa) in der Nähe von Flagstaff, Arizona (IAU-Code 688) entdeckt wurde.

## Benennung
(2415) Ganesa wurde nach der hinduistischen Gottheit Ganesha benannt, der im Hinduismus als Sohn des Shiva und der Parvati gilt. Nach Shiva wurde der Asteroid (1170) Siva und nach Parvati der Asteroid (2847) Parvati benannt.